# Odobești, Nisporeni
Odobești este un sat din cadrul comunei Valea-Trestieni din raionul Nisporeni, Republica Moldova.